# كلايد هيرلي
كلايد هيرلي (بالإنجليزية: Clyde Hurley)‏ هو موسيقي أمريكي، ولد في 3 سبتمبر 1916 في فورت وورث في الولايات المتحدة، وتوفي بنفس المكان في 14 أغسطس 1963.

## وصلات خارجية
- كلايد هيرلي على موقع ميوزك برينز (الإنجليزية)
- كلايد هيرلي على موقع أول ميوزيك (الإنجليزية)
- كلايد هيرلي على موقع ديسكوغز (الإنجليزية)